# Silene litwinowii
Silene litwinowii är en nejlikväxtart som beskrevs av Boris Konstantinovich Schischkin. Silene litwinowii ingår i släktet glimmar, och familjen nejlikväxter. Inga underarter finns listade i Catalogue of Life.